# 大宮台地

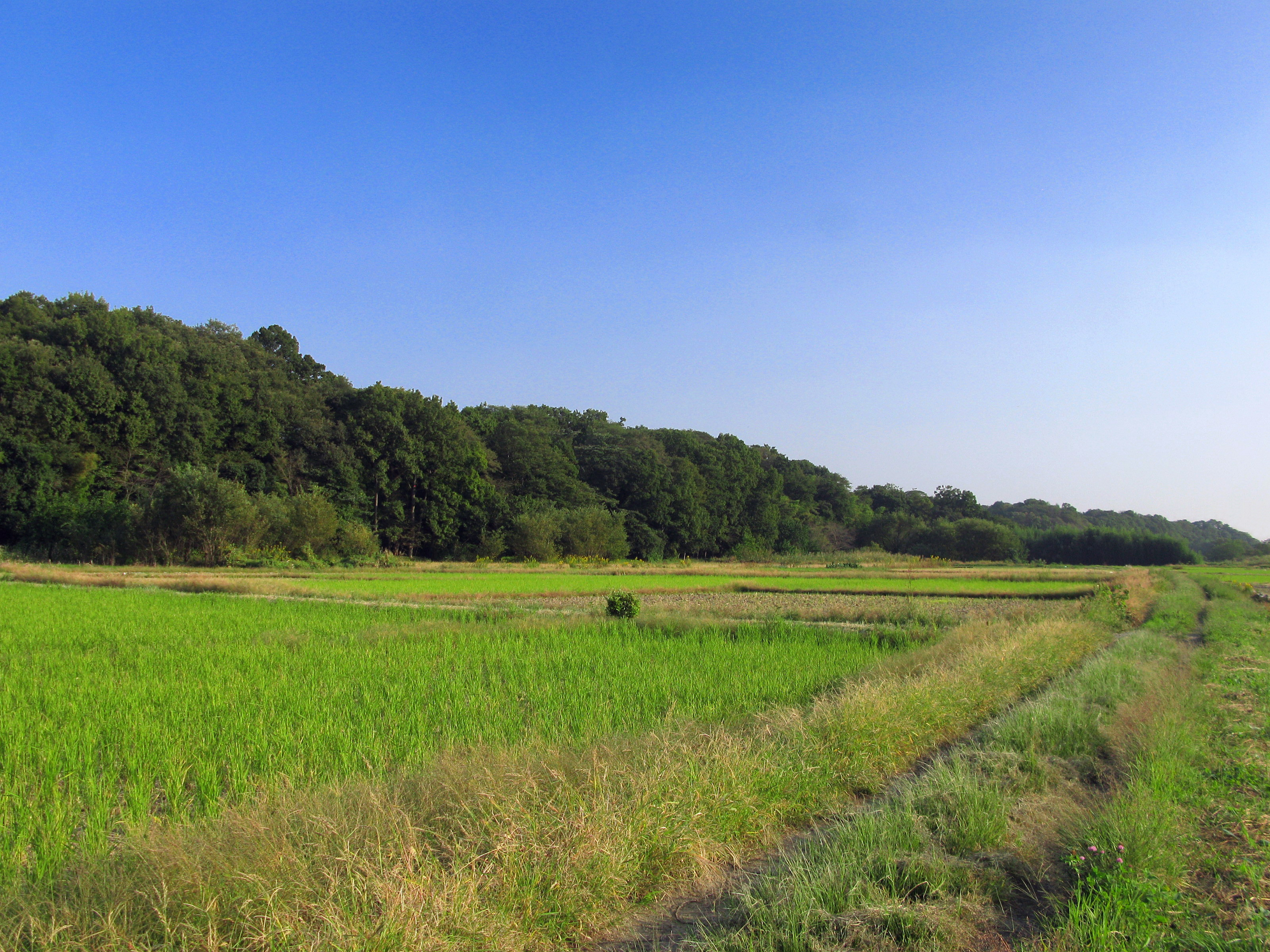
北本市大字荒井付近の荒川河川敷。左手の木立が大宮台地である。

大宮台地（おおみやだいち）とは、関東平野中央部、埼玉県川口市・さいたま市から鴻巣市にかけての細長い洪積台地である。関東ローム層からなる。かつての郡名（北足立郡）にちなんで北足立台地とも称された。

## 地理
西を荒川低地、東を中川低地に挟まれて、台地は南北に長い。荒川が台地の南縁を南東へ流れ東京湾へ向かい、元荒川が北縁を南東へ流れ中川低地へ向かう。
台地北部は北西へ向かい細長く、南部は南東部に行くほど東西に厚くなる三角形をしており、南の川口低地へと張り出した形である。台地の北西先端部は鴻巣市箕田付近で（JR高崎線北鴻巣駅南方）、箕田古墳群がある。江戸から熊谷へ北上する中山道が、この細長い台地上を縦断している。
低地との境はなだらかな斜面または不明瞭となっている。台地の最高地点は北本市高尾付近の海抜32m。
台地を横切る、あるいは台地上を起点とする中小河川（鴨川、霧敷・鴻沼川、芝川、綾瀬川など）によって南北方向の浅い谷が刻まれる。
谷によって区切られた各部には、それぞれ台地あるいは支台として分けられるが、呼び名には資料の時期・研究者によりある程度の異同がある。埼玉県が1970年代に発行した「土地分類調査結果」には、「北足立台地」の支台として、以下が示されている。
- 指扇支台 - 西に入間川および荒川。東に鴨川。現在の桶川市からさいたま市西区指扇を経て三橋まで。
- 与野支台 - 西に鴨川、東に高沼用水路。さいたま市北区日進町から中央区鈴谷まで。
- 浦和大宮支台 - 西に高沼用水路、東に芝川。各支台中最大の面積を持ち、大宮台地の主部をなす。
- 片柳支台 - 西に芝川、東に綾瀬川。上尾市東部からさいたま市見沼区片柳まで。以東で南東の鳩ヶ谷支台とつながる。
- 鳩ヶ谷支台（安行台地） - 片柳支台の南東で大宮台地の最南部をなす。川口市へ張り出している。
- 岩槻支台（岩槻台地） - 西に綾瀬川、東に元荒川。さいたま市岩槻区に分布。
- 慈恩寺支台（慈恩寺台地） - 西に元荒川、東は大落古利根川。その名の通り慈恩寺が位置する事にちなむ。春日部市およびさいたま市岩槻区に分布。
- 白岡支台（白岡台地） - 慈恩寺支台より西北西の内陸部。白岡市に分布。
- 笠原支台 - 鴻巣市に合併した旧村笠原村から。

鳩ヶ谷支台を安行支台もしくは安行台地とする場合もあるが、これは1956年に川口市に編入された安行村に由来する。また、岩槻支台の北西内部に蓮田支台、蓮田台地を位置づける場合もある。
浦和大宮支台・片柳支台・鳩ヶ谷支台に挟まれた地域にはかつて見沼が位置していた。

## 歴史
縄文時代前期までは、台地は館林、加須、大宮の南北にまたがり一続きだった（現在の大宮台地はその南半分に当たる）。その東側には渡良瀬川（現在は中川低地）、西側には利根川（現在は荒川低地）が奥東京湾へ向けて南流していた。縄文海進により奥東京湾が両河道へ湾入し、この台地は南へ突き出た半島だった。
その後、関東造盆地運動により、この台地中央の加須付近の沈降などにより（現在の加須低地）、利根川、荒川は沈降部を掘り割るように流路を変え、台地を侵食した。これにより、館林台地と大宮台地とが分断され残された。

## 地域と土地利用
古代には、大宮台地を中心に、周囲の低地を含めた領域に足立郡が設置された。江戸時代には、五街道のひとつである中山道（現在の埼玉県道213号曲本さいたま線、埼玉県道65号さいたま幸手線、埼玉県道164号鴻巣桶川さいたま線の各線の一部など）が大宮台地を縦断する形で整備され、浦和、大宮、上尾、桶川、鴻巣の各宿場町が設置された。明治2年（1869年）には浦和に県庁が設置された。また、明治16年（1883年）には中山道にほぼ並行する形で日本鉄道第1期線（現在の東北本線・高崎線）が敷設された。
このように形成された旧宿場町や鉄道駅を中心に、近代以降、大宮台地では都市化が顕著に起こった。この都市化は、主として東京に近い南部ほど、またしばしば洪水が発生していた周辺の低地に比べて台地上ほど先行したが、やがて東京大都市圏が拡大するにつれ台地北部や周辺の低地にも急速に伝播した。ただし、川口市では旧鳩ヶ谷市域を除いて台地よりも低地で都市化が先行している。
現在では、大宮台地の南部は埼玉県の県庁所在都市であるさいたま市に含まれており、同県における中枢地域となっている。また、埼玉県内で最も都市化の程度が著しい地域といえる。
また、上尾市の開平橋手前から鴻巣市の御成橋先までは、西側を流れる荒川の堤防の役割を大宮台地自体が担っている。冒頭にある北本市内の荒川河川敷の写真からもわかる通り、特に北本市の荒井橋付近から御成橋付近にかけては、大宮台地の縁と河川敷の境界が特に明確に見える状態となっており、この2橋は、対岸の堤防の高さに合わせて、切通して造られた坂を少し下ってから、台地上に直接掛けられた橋を渡る特殊な形となっている（台地内でも、高架のため多少わかりづらいが、桶川市内の台地上を横断する首都圏中央連絡自動車道の圏央道荒川橋でも台地の縁と河川敷の境を確認できる）。